# Green Bay Packers 2015
La stagione 2015 dei Green Bay Packers è stata la 95ª della franchigia nella National Football League, la 97ª complessiva e la decima con Mike McCarthy come capo-allenatore. Dopo quattro vittorie consecutive della NFC North, la squadra dovette cedere il trono della division ai Minnesota Vikings a causa della sconfitta nello scontro diretto dell'ultima giornata. Nel primo turno di playoff, Green Bay batté in trasferta i Washington Redskins, venendo eliminata la settimana successiva ai tempi supplementari dagli Arizona Cardinals.

## Scelte nel Draft 2015
| Scelte dei Packers nel Draft 2015 |        |                   |               |                     |
| Giro                              | Scelta | Giocatore         | Ruolo         | College             |
| 1                                 | 30     | Damarious Randall | Cornerback    | Arizona State       |
| 2                                 | 62     | Quinten Rollins   | Cornerback    | Miami (OH)          |
| 3                                 | 94     | Ty Montgomery     | Wide Receiver | Stanford            |
| 4                                 | 129    | Jake Ryan         | Linebacker    | Michigan            |
| 5                                 | 147    | Brett Hundley     | Quarterback   | UCLA                |
| 6                                 | 206    | Aaron Ripkowski   | Fullback      | Oklahoma            |
| 6                                 | 210    | Christian Ringo   | Defensive End | Louisiana-Lafayette |
| 6                                 | 213    | Kennard Backman   | Tight End     | Alabama-Birmingham  |

## Staff
| Staff dei Green Bay Packers nel 2015 |
| --- |
| Organi dirigenziali - Comitato esecutivo: Green Bay Packers Board of Directors - Presidente/CEO: Mark Murphy Capo allenatore - Mike McCarthy Altri allenatori - Assistente del capo-allenatore/Inside linebacker: Winston Moss - Coordinatore dello sviluppo e della forza: Mark Lovat - Assistente dello sviluppo e dello forza: Thadeus Jackson e Zac Woodfin - Qualità e controllo della difesa: Scott McCurley Allenatori dell'attacco - Coordinatore dell'attacco: Tom Clements - Assistente dell'attacco/Special Team: John Rushing - Quarterback: Vacante - Running Back: Alex Van Pelt - Wide Receiver: Edgar Bennett - Tight End: Jerry Fontenot - Offensive Line: James Campen - Assistente Offensive Line: Joel Hilgenberg Allenatori della difesa - Coordinatore della difesa: Dom Capers - Defensive Line: Mike Trgovac - Outside linebacker: Kevin Greene - Secondary/Cornerback: Joe Whitt Jr. - Secondary/Safeties: Darren Perry Allenatori dello special team - Coordinatore dello Special Team: Shawn Slocum - Assistente dello Special Team: Chad Morton |

## Roster
| Roster dei Green Bay Packers nel 2015 |
| --- |
| Quarterback - 7 Brett Hundley - 12 Aaron Rodgers - 16 Scott Tolzien Running Back - 46 Alonzo Harris - 30 John Kuhn FB - 27 Eddie Lacy - 22 Aaron Ripkowski FB - 44 James Starks Wide Receiver - 17 Davante Adams - 18 Randall Cobb - 83 Jeff Janis - 89 James Jones - 88 Ty Montgomery Tight End - 86 Kennard Backman - 81 Andrew Quarless - 89 Richard Rodgers Offensive Linemen - 69 David Bakhtiari T - 67 Don Barclay T - 75 Bryan Bulaga T - 70 T.J. Lang G - 63 Corey Linsley C - 71 Josh Sitton G - 65 Lane Taylor G - 73 J.C. Tretter C - 79 Josh Walker G Defensive Linemen - 76 Mike Daniels DE - 99 Bruce Gaston DE - 95 Datone Jones DE - 64 Mike Pennel DE - 90 B.J. Raji NT Linebacker - 91 Jayrone Elliott OLB - 52 Clay Matthews III ILB - 55 Andy Mulumba OLB - 96 Mike Neal OLB - 51 Nate Palmer ILB - 56 Julius Peppers OLB - 53 Nick Perry OLB - 47 Jake Ryan ILB - 48 Joe Thomas ILB Defensive Back - 32 Chris Banjo SS - 42 Morgan Burnett SS - 21 Ha Ha Clinton-Dix FS - 39 Demetri Goodson CB - 36 Ladarius Gunter CB - 29 Casey Hayward CB - 33 Micah Hyde FS - 23 Damarious Randall CB - 28 Sean Richardson SS - 24 Quinten Rollins CB - 37 Sam Shields CB Special Team - 2 Mason Crosby K - 61 Brett Goode LS - 8 Tim Masthay P Lista delle riserve - 58 Sam Barrington ILB (IR) - 93 Josh Boyd DE (IR) - 98 Letroy Guion DE (Sospeso) - 87 Jordy Nelson WR (IR) - 59 Jermauria Rasco OLB (IR) Squadra di allenamento - 84 Jared Abbrederis WR - 54 Carl Bradford ILB - 38 John Crockett RB - 31 Robertson Daniel CB - 80 Justin Perillo TE - 97 Christian Ringo DE - 74 Matt Rotheram G - 43 James Vaughters OLB - 60 Jeremy Vujnovich T - 19 Ed Williams WR 53 attivi, 5 inattivi, 10 nella squadra di allenamento, 0 free agent |
| Legenda - I rookie sono in corsivo. - Il primo ruolo è il principale mentre gli eventuali successivi indicano i ruoli secondari. - (IR) sta per Injured Reserve ed indica la lista ristretta per un solo giocatore infortunato che può tornare ad allenarsi dopo la settimana 6 e a rientrare in prima squadra dopo che questa ha giocato 8 partite. - (NF-Inj.) / (NF-Ill.) stanno rispettivamente per Non-Football Injured e Non-Football Illness ed indicano le liste dove viene inserito un giocatore che ha un infortunio o una malattia non dipendente dal football americano. - (PUP) sta per Physically Unable to Perform ed indica la lista dove viene inserito un giocatore mentre è in attesa di recuperare la condizione fisica. Nella stagione regolare dopo la sesta partita giocata dalla propria squadra, il giocatore ha tempo tre settimane per riprendere ad allenarsi, più tre settimane aggiuntive dal suo rientro agli allenamenti per rientrare in prima squadra. |

## Calendario

### Stagione regolare
| Turno | Data               | Avversario             | Risultato          | Record             | Stadio                              | NFL.com recap      |
| ----- | ------------------ | ---------------------- | ------------------ | ------------------ | ----------------------------------- | ------------------ |
| 1     | 13/9               | at Chicago Bears       | V 31–23            | 1–0                | Soldier Field                       | Recap              |
| 2     | 20/9               | Seattle Seahawks       | V 27–17            | 2–0                | Lambeau Field                       | Recap              |
| 3     | 28/9               | Kansas City Chiefs     | V 38–28            | 3–0                | Lambeau Field                       | Recap              |
| 4     | 4/10               | at San Francisco 49ers | V 17–3             | 4–0                | Levi's Stadium                      | Recap              |
| 5     | 11/10              | St. Louis Rams         | V 24–10            | 5–0                | Lambeau Field                       | Recap              |
| 6     | 18/10              | San Diego Chargers     | V 27–20            | 6–0                | Lambeau Field                       | Recap              |
| 7     | Settimana di pausa | Settimana di pausa     | Settimana di pausa | Settimana di pausa | Settimana di pausa                  | Settimana di pausa |
| 8     | 1/11               | at Denver Broncos      | S 10–29            | 6–1                | Sports Authority Field at Mile High | Recap              |
| 9     | 8/11               | at Carolina Panthers   | S 29–37            | 6–2                | Bank of America Stadium             | Recap              |
| 10    | 15/11              | Detroit Lions          | S 16–18            | 6–3                | Lambeau Field                       | Recap              |
| 11    | 22/11              | at Minnesota Vikings   | V 30–13            | 7–3                | TCF Bank Stadium                    | Recap              |
| 12    | 26/11              | Chicago Bears          | S 13–17            | 7–4                | Lambeau Field                       | Recap              |
| 13    | 3/12               | at Detroit Lions       | V 27–23            | 8–4                | Ford Field                          | Recap              |
| 14    | 13/12              | Dallas Cowboys         | V 28–7             | 9–4                | Lambeau Field                       | Recap              |
| 15    | 20/12              | at Oakland Raiders     | V 30–20            | 10–4               | O.Co Coliseum                       | Recap              |
| 16    | 27/12              | at Arizona Cardinals   | S 8–38             | 10–5               | University of Phoenix Stadium       | Recap              |
| 17    | 3/1                | Minnesota Vikings      | S 13–20            | 10–6               | Lambeau Field                       | Recap              |

Note
- Gli avversari della propria division sono in grassetto.

### Playoff

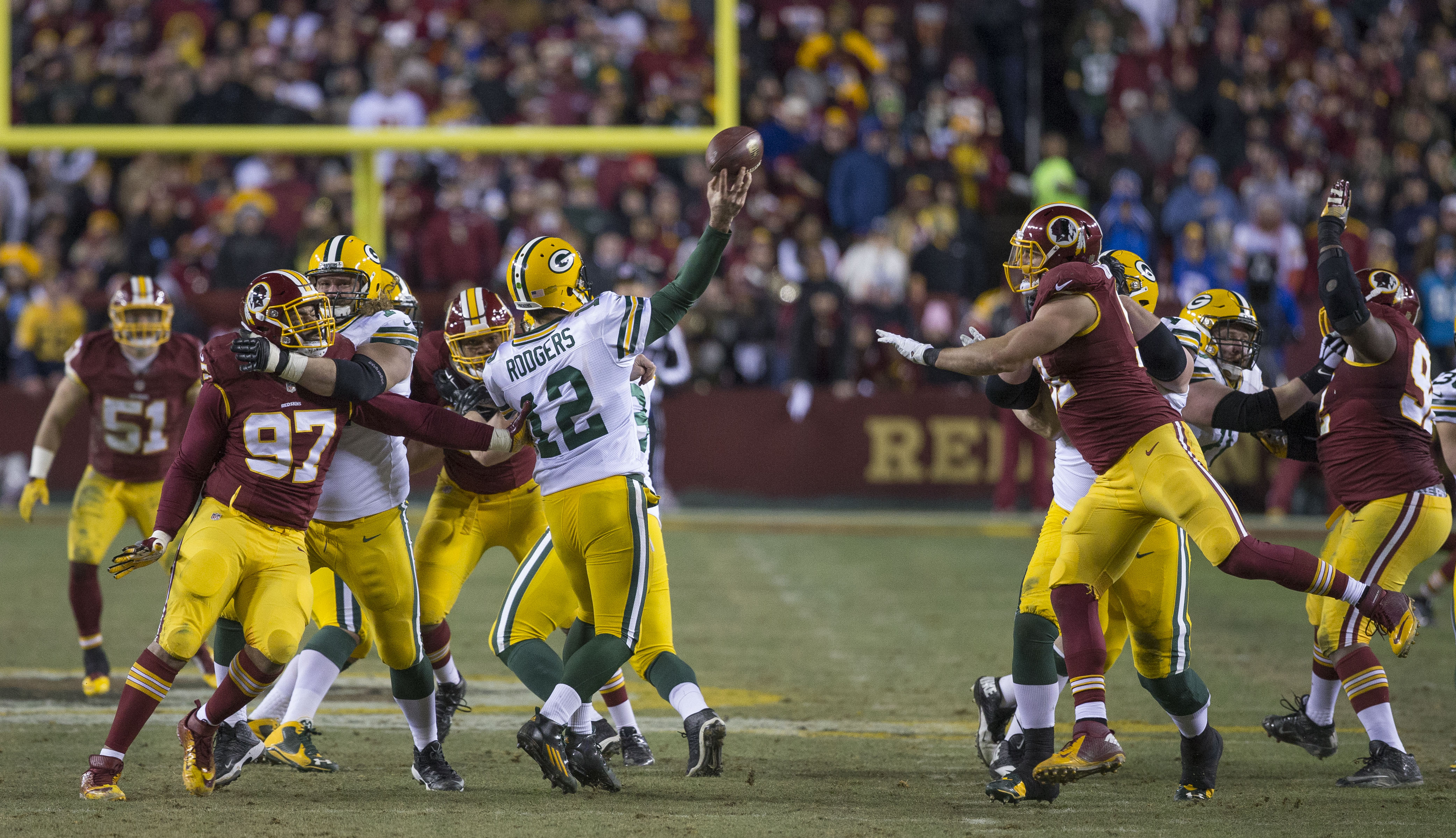
La partita del primo turno di playoff contro i Redskins

| Turno      | Data | Ora           | Avversario (seed)          | Risultato | Record | Stadio                        | TV  | NFL.com recap |
| ---------- | ---- | ------------- | -------------------------- | --------- | ------ | ----------------------------- | --- | ------------- |
| Wild Card  | 10/1 | 3:40 p.m. CST | at Washington Redskins (4) | V 35–18   | 1–0    | FedEx Field                   | Fox | Recap         |
| Divisional | 16/1 | 7:15 p.m. CST | at Arizona Cardinals (2)   | S 20–26   | 1–1    | University of Phoenix Stadium | NBC | Recap         |

## Classifiche

### Division
| NFC North             | NFC North | NFC North | NFC North | NFC North | NFC North | NFC North | NFC North | NFC North | NFC North |
|                       | V         | S         | P         | %         | DIV       | CONF      | PF        | PS        | Str.      |
| --------------------- | --------- | --------- | --------- | --------- | --------- | --------- | --------- | --------- | --------- |
| (3) Minnesota Vikings | 11        | 5         | 0         | .688      | 5–1       | 8–4       | 365       | 302       | V3        |
| (5) Green Bay Packers | 10        | 6         | 0         | .625      | 3–3       | 7–5       | 368       | 323       | S2        |
| Detroit Lions         | 7         | 9         | 0         | .438      | 3–3       | 6–6       | 358       | 400       | V3        |
| Chicago Bears         | 6         | 10        | 0         | .375      | 1–5       | 3–9       | 335       | 397       | S1        |